# Gunnar Pfingsten
Gunnar Pfingsten (* 24. März 1975 in Hannover) ist ein ehemaliger deutscher Kugelstoßer.

## Leben
Gunnar Pfingsten wurde 1994 Deutscher Jugendmeister in der Halle und im Freien und kam bei den Juniorenweltmeisterschaften in Lissabon auf Platz sieben. 1995 und 1997 gewann er die Deutsche Juniorenmeisterschaft und bei den U23-Europameisterschaften 1997 in Turku die Silbermedaille.
Im Erwachsenenbereich wurde Pfingsten 1999 Deutscher Vizemeister und qualifizierte sich für die Weltmeisterschaften in Sevilla, wo er Rang elf erreichte. Außerdem wurde er in diesem Jahr Deutscher Hochschulmeister in der Halle und Siebter bei der Universiade.
Pfingsten startete für TuS Wunstorf, LG Steinhude, LG Steinhuder Meer, MTG 1899 Mannheim, LG Eintracht Frankfurt und TSV Bayer Leverkusen. Nach seiner Leistungssportkarriere nahm er an den Highland Games teil und wurde 2010 und 2014 Deutscher Meister. Er studierte Medizin an der Universität Heidelberg und wurde Arzt, seit 2013 Facharzt für Orthopädie und Unfallchirurgie.

## Persönliche Bestleistungen
- Kugelstoßen: 20,08 Meter, 30. April 2000 in Reinheim
  - Halle: 19,35 Meter, 3. Februar 1999 in Erfurt